# NGC 5085
NGC 5085 este o galaxie spirală situată în constelația Hidra. A fost descoperită în 26 martie 1789 de către William Herschel. Se află la o distanță de 28,9 de megaparseci de Pământ.